# 7723 Lugger
7723 Lugger è un asteroide areosecante. Scoperto nel 1952, presenta un'orbita caratterizzata da un semiasse maggiore pari a 2,2958896 UA e da un'eccentricità di 0,3017803, inclinata di 6,06062° rispetto all'eclittica.